# Хоментовские
Хоментовские (пол. Chomętowski) — дворянский род.
Определением Герольдмейстерской Конторы от 4 Декабря 1784 года род признан в потомственном дворянстве.
Определением Правительствующего Сената, по Департаменту Герольдии, от 19 Февраля 1904 года, Надворный Советник Александр и коллежский асессор (позднее статский советник) Фёдор Яковлевичи Хоментовские причислены к этому роду, со внесением в шестую часть Дворянской родословной книги Могилёвской губернии.

## Описание герба
В червлёном щите вертикально двойной серебряный крест, оканчивающийся вверху стрелою. Щит увенчан дворянским коронованный шлемом.
Нашлемник: выходящая натурального цвета с червлёным языком лисица. Намёт червлёный с серебром. Щитодержатели: два рыцаря.

## Персоналии
- Хоментовский, Марцин (? — 1706) — брацлавский и мазовецкий воевода.
  - Хоментовский, Станислав (1673—1728) — польский государственный и военный деятель, гетман польный коронный, воевода мазовецкий, маршалок надворный коронный.
- Хоментовский, Михаил Яковлевич (1775—1846) — генерал-майор, генерал-квартирмейстер 2-й Западной армии в Отечественную войну 1812 года
  - Хоментовский, Пётр Михайлович (1832—1900) — русский военный деятель, генерал от инфантерии.
- Хоментовский, Александр Яковлевич (1858 — ?) — депутат Государственной думы I созыва от Могилёвской губернии.